# 방주란
방주란(1971년 ~ )은 대한민국의 배우이다.

## 생애
영화배우 겸 연기자 김윤석의 부인이기도 한 그녀의 본관(관향)은 온양(溫陽)이며 1994년 연극배우 첫 데뷔하였고 1991년 뮤지컬 배우 데뷔하였으며 이듬해 영화 《로드 무비》의 단역으로 영화배우 데뷔하였고 그 해 영화배우 김윤석과 결혼하여 그와의 사이에서 슬하 2녀를 두었다.

## 출연작

### 뮤지컬
- 2000년 《의형제》

### 영화
- 2002년 《로드 무비》